# Ilmar Talve
Ilmar-Aleksander Talve od 1936 r. Thalfeldt (ur. 17 stycznia 1919 we Mdze, zm. 21 kwietnia 2007 w Turku) – estoński pisarz, etnolog i wykładowca, który pracował głównie w Szwecji i Finlandii. Publikuwał opowiadania, powieści i wspomnienia, a także monografie naukowe.

## Życiorys
Ilmar Talve  urodził się 17 stycznia 1919 r. w miejscowości Mga, w obwodzie leningradzkim, w Rosji. W 1920 r. przeprowadził się z rodziną do Estonii. Do szkoły podstawowej i średniej uczęszczał w Tapie. W latach 1938–1942 studiował etnografię, filologię estońską i folklor na Uniwersytecie w Tartu. W latach 1940–1943 pracował w Estońskim Muzeum Narodowym. W 1943 r. wyjechał do Finlandii, gdzie zgłosił się do służby w estońskim pułku piechoty nr. 200 w armii fińskiej. W 1944 r. wrócił do Estonii. Został aresztowany przez Niemców i wysłany do obozu (Fremdenarbeiter) we Flensburgu. W 1945 r. uciekł do Szwecji. W latach 1947–1951 kontynuował studia na uniwersytecie w Sztokholmie, a w 1960 r. obronił doktorat z filozofii. W latach 40. i 50. pracował jako asystent w Nordiska Museet w Sztokholmie. Od 1946 r. był członkiem grupy literackiej Tuulisui. W 1959 r. przeprowadził się do Finlandii. Od 1959 r. był wykładowcą na uniwersytecie w Turku w Finlandii. W 2005 r. otrzymał doktorat honoris causa od Uniwersytetu w Tartu. Zmarł w Turku w Finlandii.

## Twórczość

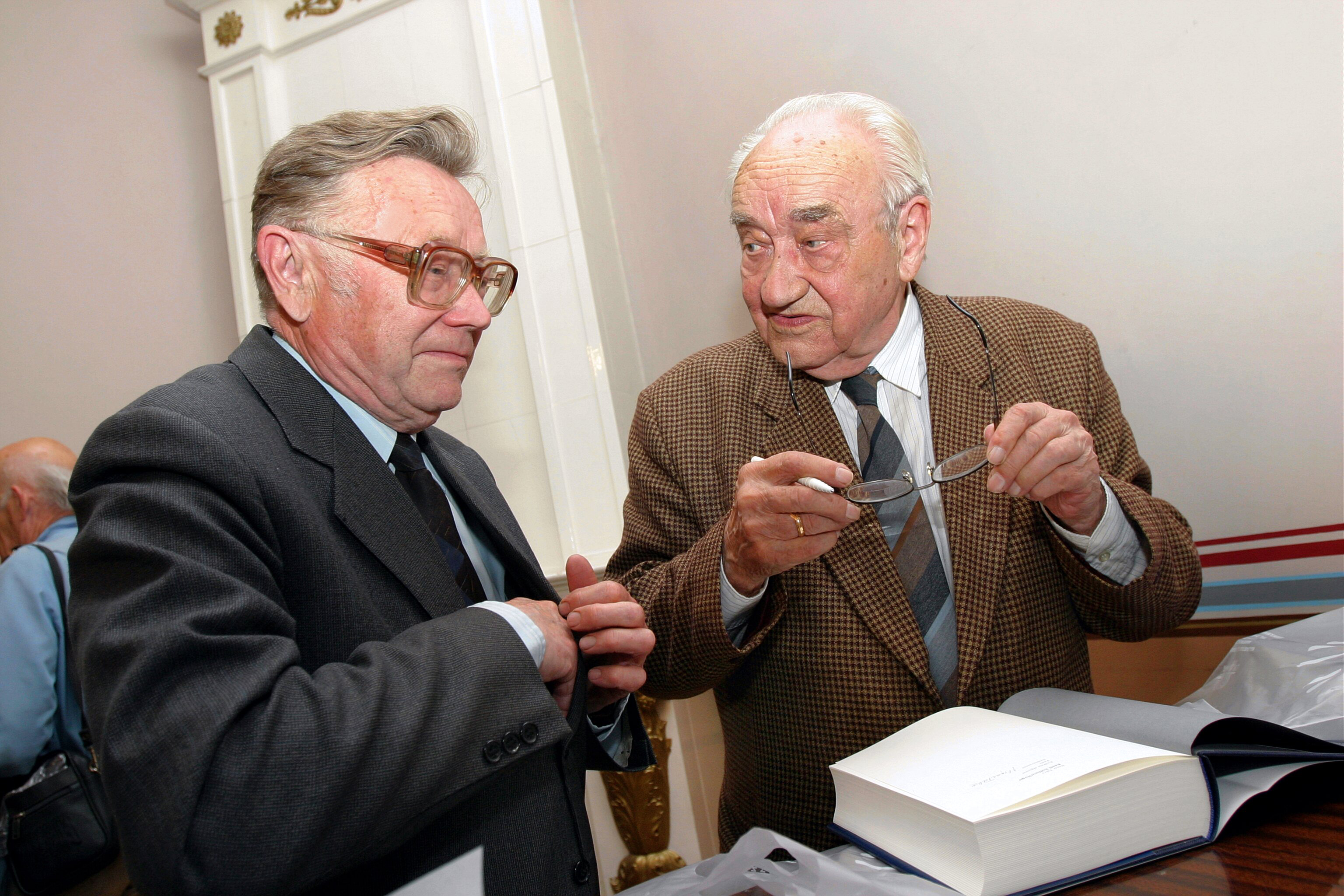
Ilmar Talve i Helmut Piirimäe, 2004

Ilmar Talve publikował opowiadania, powieści, wspomnienia, feuilletony, artykuły i recenzje. Jest autorem wielu monografii kulturowo-historycznych i socjologicznych, opublikował 11 prac naukowych w latach 1959–1988. Napisał książkę o fińskiej kulturze ludowej (tomy I i II, 1979) oraz estońskiej historii kultury (2004). Wybór jego opublikowanych felietonów z prasy został wydany w kolekcji See oli sel ajal kui… w 1990 r. Wydał także trzytomową autobiografię: Kevad Eestis (1997), Kutsumatu külaline (1998) i Kolmas kodumaa (1999), odnoszącą się odpowiednio do trzech okresów w życiu pisarza: estońskiego, szwedzkiego i fińskiego. Wielokrotnie był nagradzany za swoją twórczość, m.in. w 1993 r. otrzymał nagrodę im. Friedeberta Tuglasa, w 1997 r. jedno z najwyższych odznaczeń państwowych Estonii – Order Herbu Państwowego. 

## Wybrane dzieła

### Fikcja
- Ainult inimene, 1948
- Maja lumes, 1952
- Juhansoni reisid, 1959
- Maapagu, 1988

### Wspomnienia
- Kevad Eestis, 1997
- Kutsumatu külaline, 1998
- Kolmas kodumaa, 1999

### Monografie
- Saun ja kuivati Põhja-Euroopas, 1960
- Soome rahvakultuur, 1979
- Eesti kultuurilugu: keskaja algusest Eesti iseseisvuseni, 2004

### Publicystyka
- See oli sel ajal kui..., 1990
- Vanem ja noorem Eesti, 2008